# Villa Paul Poiret
Villa Paul Poiret è un edificio in stile architettonico moderno, la prima opera privata dell'architetto Robert Mallet-Stevens che si trova al numero 32 di route d'Apremont, Mézy-sur-Seine, nel dipartimento di Yvelines a circa 40 km da Parigi. Villa di 670 m² con piscina e con una grande terrazza che domina la valle della Senna a Mézy-sur-Seine, fu progettata nel 1920 dall'architetto Robert Mallet-Stevens per lo stilista Paul Poiret.

## Storia
I lavori di costruzione iniziarono nel 1922, ma si fermarono un anno e mezzo più tardi per mancanza di denaro. La casa di moda Poiret fallì nel 1929 e la villa rimase incompiuta. Mai abitata da Paul Poiret, che dichiarò bancarotta, fu acquistata da Elvira Popescu nel 1930 (o 1933, secondo altre fonti). Per finire i lavori e rendere la casa abitabile, l'attrice ingaggiò l'architetto Paul Boyer, che cambiò il progetto originale di Mallet-Stevens. In certi punti lo stile, da moderno diventò art déco, fu arrotondata la terrazza e alcune finestre furono sostituite con oblò, in perfetto stile marina.
Alla fine dei lavori, l'edificio si presentava come una nave da crociera: di colore bianco, posto su un piedistallo è organizzato su tre livelli attorno ad un patio con angoli retti e grandi finestre, caratteristica tipica del modernismo architettonico.
La prima opera privata di Mallet-Stevens, considerata un capolavoro del Movimento Moderno in Francia (insieme alle ville Noailles e Cavrois), fu definita un lavoro pionieristico dal suo autore ("superfici unite, spigoli vivi, le curve strette, materiali lucidi, angoli, la chiarezza, ordine. Questa è la mia casa e la logica geometrica.").
L'ex sindaco di Mézy-sur-Seine, Dominique Barré, si mobilitò per proteggere la villa Poiret, che venne inserita nell'inventario dei monumenti storici nel 1984. 
Elvira Popescu visse nella villa fino al 1985. Nel 1989 la villa fu venduta a Sidney Nata, un uomo d'affari intenzionato ad organizzare manifestazione di architettura moderna sui terreni circostanti, idea tuttavia non sostenibile per le sue finanze.
Il 21 giugno del 1991, nel corso di una festa alla villa, 17 architetti di primo piano - tra i quali Richard Meier, Tadao Andō, Arata Isozaki, Frank Gehry, Norman Foster, Ricardo Bofill, Rem Koolhaas, Coop Himmelb(l)au, Christian de Portzamparc e Jean Nouvel - furono invitati a presentare progetti di recupero della proprietà.
Più volte messa all'asta, la villa fu acquistata nel 2006 dalla coppia Brun, mercanti d'arte, che fecero importanti lavori di restauro. Dovendosi trasferire a Dubai e indebitati, affidarono la vendita della villa ad un'agenzia immobiliare. Proposta a 4 milioni di euro, la villa rimase a lungo senza acquirenti. Avendo acconsentito alla banca Neuflize un'ipoteca sulla casa, e in seguito al fallimento del progetto per una spa di lusso proposta da un giapponese, la villa fu quindi acquistata all'asta da Gilbert Wahnich, specializzato in centri commerciali.
In seguito all'intenzione di dividere la proprietà in più lotti, gli eredi di Poiret e Mallet-Stevens, i nipoti Caroline Poiret, Charlotte-Mourier Poiret e Jean-Marc Manusardi si mobilitarono presso le autorità per preservare la villa nella sua interezza.